# Jean-Baptiste Bol l'Ancien
Jean Baptiste Bol (l'Ancien) ou Boel né le 11 janvier 1624 à Anvers, mort le 18 septembre 1688 est un peintre du XVIIe siècle. École flamande.

## Biographie
Il est le troisième fils du graveur Jean Bol. Il a pour parrain le célèbre graveur Théodore Galle. À seize ans, en 1640-41, il entre dans l'atelier de François van Oosten (mort en 1680). En 1650, il est reçu comme fils de maître, dans la corporation de Saint-Luc.
Le 6 juillet 1664, il épouse Anna Bogault, avec qui il a un seul fils qu'il nomme Jean-Baptiste. On attribue de lui à Anvers, Vanitas (oiseaux morts, objets, emblèmes), autrefois la propriété de la guilde d'Anvers. Van den Branden prétend que ce tableau est l'œuvre d'un de ses fils portant le même nom ou plutôt de Jean-Baptiste Bol mort en 1689, fils de Pierre Bol qui travaille à Anvers, à qui est attribué par certains auteurs le tableau du musée d'Anvers.
De même que la plupart des artistes d'un bon niveau intellectuel de cette époque, il entre en qualité d'amateur dans la société de rhétorique nommée le Rameau d'Olivier (De Olijftak). Les sociétés, corporations ou guildes ont, à cette époque, des statuts et des règlements extrêmement strictes et sévères. L'esprit de corps prime sur l'intérêt individuel que l'on cite aujourd'hui, l'union fait la force. 
Pour des raisons personnelles, Jean-Baptiste veut quitter cette société et rencontre beaucoup de difficultés dans cette démarche. Après délibération, le peintre est autorisé à se retirer, mais, les vieilles archives de la société disent « à la condition de peindre pour la Chambre, un tableau de la même hauteur que ceux figurant dans le local. Il est tenu en outre, de payer l'intérêt d'un capital de cent cinquante florins, aussi longtemps que son œuvre n'est pas livrée à la Chambre. Une fois livrée, elle est jugée digne ou pas d'y être admise ». Curieuse sentence où se révèlent à la fois la prudence et la fierté flamandes. Jean-Baptiste s'exécute sans doute, le plus promptement possible, et le tableau qu'il livre est jugé digne d'être admis.
C'est la Vanité, que l'on voit actuellement au musée d'Anvers. Un cygne mort, un paon, des fleurs, des antiquités, des accessoires de grande richesse, de compositions abondante et de belle couleur. 

## Annexe
- Ressource relative aux beaux-arts :   - Bénézit